# Кайсарово
Кайсарово  (чув. Каша)  — село в составе Елховоозёрского сельского поселения Цильнинского района Ульяновской области. 

## География
Находится в левобережье Свияги на расстоянии примерно 24 километра на север-северо-восток по прямой от районного центра села Большое Нагаткино. Примыкает с севера к селу Елховое Озеро.

## История
Основано в середине XVII века. В 1913 году было 145 дворов и 853 жителя. В 1990-е годы отделение СПК «Волга».  

## Население
Население составляло 450 человек в 2002 году (чуваши 96%), 399 по переписи 2010 года.